# Nikolaos Morakis
Nikolaos Morakis (Græsk: Νικόλαος Μοράκης) var en græsk sportsskytte. Han deltog i de første moderne Olympiske Lege i Athen, 1896. 
Morakis deltog i militær pistol på 25 m. Han endte på en tredjeplads med 205 point, hvilket var langt bag de to amerikanske Paine-brødre, hvor John Paine opnåede 442 point og Sumner Paine 380 point. Han stillede desuden op i fri pistol på 30 m, hvor han blev nummer fire ud af de fem deltagere.